# Thérèse de Moëlien
Thérèse de Moëlien, född 1759, död 1793, var en fransk kontrarevolutionär och spion under franska revolutionen. 
Hon var kusin till kontrarevolutionären Armand Tuffin. Hon var medlem och finansiär av den kontrarevolutionära organisationen Assocation Bretonne, och aktiv som värvare till denna. Efter Tuffins arrestering greps också hon och dömdes till döden.  